# Savannah (pornószínésznő)
Nem tévesztendő össze Savanna Samson vagy Savannah Gold pornószínésznőkkel.
Savannah, eredeti nevén Shannon Michelle Wilsey (Mission Viejo, Kalifornia, 1970. október 9. – Burbank, Kalifornia, 1994. július 11.) amerikai pornószínésznő, fotómodell. Pályafutása rövid ideig, mindössze négy évig tartott (1990–1994), ennek ellenére több, mint száz első vonalbeli („high-profile”) filmben kapott fő- vagy más fontos szerepet. Az 1990-es évek elején a legismertebb pornószínésznők egyikévé vált. Számos fényképsorozata jelent meg társasági és férfimagazinokban is. 24 éves korában, autóbalesetének okozása után, öngyilkosságot követett el.

## Élete
Shannon Michelle Wilsey a kaliforniai Mission Viejóban (más források szerint Laguna Beach vagy Hawthorne városában) született 1970. október 9-én.
1986-ban, alig 16 éves korában élettársi kapcsolatba lépett a nála 23 évvel idősebb Gregg Allman rockénekessel (* 1947), az Allman Brothers Band alapítójával. Amikor Shannon teherbe esett, Allmann elhagyta őt, a lány nem tudta kihordani terhességét. Két éven át élt a nála 17 évvel idősebb Billy Sheehannel, a Mr. Big együttes basszusgitárosával. Ebben az időben kezdett meztelen fotókon szerepelni, és ekkor készültek első pornóvideói is, Sheehan emiatt szakított vele.
1991-ben Shannon Wilsey kizárólagos szerződést írt alá a világ legnagyobb pornófilm-készítő vállalatával, a Vivid Entertainment Grouppal. Művésznevét, a Savannah-t egy 1982-ben bemutatott amerikai gyermekfilm címéből („Savannah Smiles”) kölcsönözte. 1992-ben megkapta a(z e műfajban) debütáló legjobb fiatal színésznőnek (Best New Starlet) kijáró AVN-díjat.
Rendkívül sok megbízást kapott, egy csapásra hírnevet szerzett magának a pornószakmában. Hamarosan azonban kábítószert kezdett fogyasztani. Nagy összegeket költött el, számolatlanul szórta a pénzt. A hozzá közel állók beszámolói szerint anyagi nehézségekkel küzdött, igen jelentős jövedelme ellenére. Viselkedése szeszélyessé vált. Hamarosan a filmiparban is úgy kezdtek beszélni róla, mint akivel elég nehéz együtt dolgozni. A súrlódások hatására a Vivid Entartainment már 1992-ben felmondta a Savannah-val kötött előnyös szerződést, és szigorította a megbízások feltételeit, ennek ellenére Savannah minden évben újabb filmek tucatjaiban játszhatott cím- vagy főszerepet.
Viszonyokat létesített Pauly Shore (* 1968) színésszel és Slash-sel, a Guns N’ Roses vezető gitárosával is. Közismert bandababaként (groupie-ként) Savannah rendszeresen randevúzott a hollywoodi miliő ismert tagjaival, „mainstream” színészekkel, rendezőkkel, zenészekkel, de emberi kapcsolatai felületesek maradtak, a filmvilág valójában zárva maradt előtte, pornószínészi munkája miatt.
A 80-as évek végén Vince Neillel (* 1961), a Mötley Crüe rockzenekar énekesével lépett élettársi kapcsolatba, de közben hosszú időn fenntartotta leszbikus párkapcsolatát egy másik pornószínésznővel, Jeanna Fine-nal is, akiről később úgy nyilatkozott, hogy halálosan beleszeretett. Vincent Neil rosszul tolerálta ezt a párhuzamos viszonyt, 1993-ban kapcsolatuk felbomlott. Sikertelen érzelmi kapcsolatai és bizonytalanná váló anyagi helyzete miatt Savannah kábítószer-függősége súlyosbodott, egy alkalommal heroin túladagolás miatt kórházba is került. 1993 végén a Vivid Entertainment teljesen szakított vele, Savannah ezután kisebb filmproducerekkel dolgozott, és sztriptíz táncosnőként vállalt fellépéseket.

## Halála
1994. július 11-én kora hajnalban, átmulatott éjszaka után barátjával, Jason Swinggel hawthorne-i otthonába tartott, maga vezette Chevrolet Corvette-jét. A későbbi rendőri jelentés szerint mindketten súlyosan alkoholos állapotban voltak. Házától egy saroknyira Savannah elveszítette uralmát a volán felett, és belerohant egy kerítésbe. Az ütközés következtében könnyebb sérüléseket szenvedett, eltört az orrcsontja, arcán zúzódások keletkeztek. Az autót hátrahagyva, Swing kíséretében gyalogosan hazament. Otthonról elküldte Swinget azzal, hogy sétáltassa meg az ő rottweiler kutyáját. Amikor Swing távozott, Savannah főbe lőtte magát saját 9 mm-es pisztolyával, amelyet otthon tartott. Egy később odaérkező barátnője talált rá vérbe fagyva. Még élt, amikor beszállították a burbanki Szent József Kórházba, de már nem tudták megmenteni. 9 órán át feküdt kómában, végül 1994. július 11-én éjjel 11 óra 20 perckor meghalt.

## Utóélete
Halála után a Wilsey család nyilvánosan azzal vádolta Savannah pornó-miliőbeli barátait, hogy részük volt a leány halálában, nem nyújtottak neki támaszt életének válságos helyzeteiben. A rendőri nyomozás kiderítette, hogy Savannah súlyos depresszióban szenvedett, amelyet kábítószer-függősége, kudarcos érzelmi kapcsolatai és pénzügyi nehézségei okoztak. A balesetben elszenvedett arcsérülésének maradandó nyomai nyilvánvalóan megakasztották volna pornószínésznői karrierjét. A rendőrség arra következtetett, hogy ez lehetett az utolsó csepp a pohárban, amelytől a végzetes döntésre jutott.
A Savannah szereplésével készült pornófilmeket ma is „jegyzik” az eladási és kölcsönzési listákon. Ezen kívül a texasi Austinban alakult Okkervil River nevű rock-együttes 3 dalt adott ki, amelyeket Savannah életének eseményei és társadalmi körülményei ihlettek.

## Testi jellemzői
- Magassága 168 cm (5 láb, 6 hüvelyk)
- Testtömege 47,6 kg (105 font)
- Szeme színe: kék
- Haja színe: szőke